# Isoleringsband

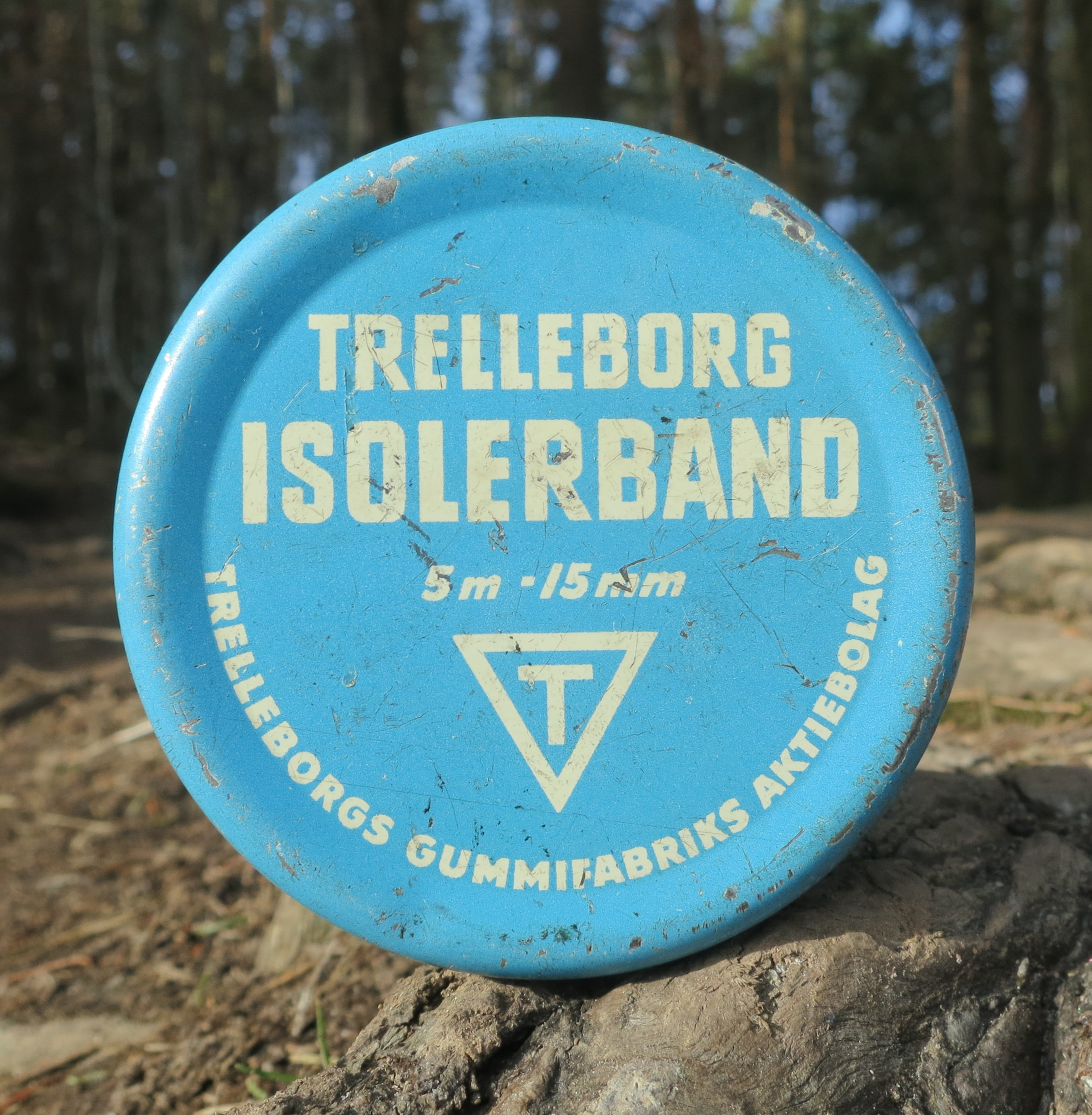
Isoleringsband av Trelleborgs Gummifabriks AB, sedermera Trelleborg AB, från 1970-talet.

Isoleringsband är en dubbelsidig tejp av textil, vanligen i färgerna svart eller vitt och av 1 cm bredd. På grund av sin stora kladdighet förvaras rullar med isoleringsband vanligen i plåtdosor. Kladdigheten beror på att klistret finns på båda sidorna. Ej att förväxla med eltejp, trots det näraliggande användningsområdet: isolering av elektriska ledare och installationer.